# 青少年育成国民会議
社団法人青少年育成国民会議（しゃだんほうじんせいしょうねんいくせいこくみんかいぎ）は、日本にかつて存在した公益法人である。1966年(昭和41年)に作られた。地方自治体レベルには都道府県民会議・市町村会議が設置され、その全国レベルの組織として「国民会議」が存在した。表面上は、民間による自主的な団体ではあるが、背後には総理府(後、総務庁)がおり、事実上は官製運動を組織するために存在した団体である。財政難のため2009年(平成21年)7月に解散した。2010年(平成22年)10月20日破産手続開始決定。日本青少年育成学会の運営も行っていたが、この学会も解散した。

## 概要
「国民会議」は育成団体の総本山、まとめ役と言える組織だっただけでなく、長い歴史を持っていたにもかかわらず、その存在はほとんど知られていない。「国民会議」は「国民運動」と自称する活動を行っていたが、「国民会議」自体が国民にまったく知られていなかったため、その運動は、一部の熱心な人間のもの以上にはならなかった。あまりにも知られていない団体であったため、日本の一般国民はもとより、日本の国会議員すらその存在を知らなかった。
一例としては、2000年(平成12年)末に参院自民党が国会に上程予定だった青少年社会環境対策基本法案(後、青少年有害社会環境対策基本法案へ名称を変更)にまつわるエピソードがあげられる。
この法案では、法律化された時に実務を担当する予定だったのが「情報処理センター」という組織で、その委託先が見つからず困っていた時に、総務庁から紹介されたのが、この「国民会議」だった。しかし、議員が「国民会議」からその歴史と活動に関するレクチャーを受けて初めてその存在を知り、「こんな立派な組織があったのか」と驚く始末で、それほど知られていない組織だった。
1966年(昭和41年)に結成、当初、事務局は総理府の中に置かれていた。さらに、各都道府県や市町村に都道府県民会議や市町村会議が結成されたが、その事務所は多くが役所の中に置かれた。このように、「国民会議」は社団法人とは言いながら、みかけが民間であるだけの官製運動である。その点で、戦前の国民精神総動員運動とよく似ている。

## 歴史
行政に限って言えば、日本においては、映画・出版物等の規制やそれに関する運動の震源地は、多くの場合中央青少年問題協議会(中青協)、またはその傘下の都道府県青少年問題協議会(青少協)であったが、この「国民会議」の設立に関してもまた同様である。
「国民会議」に関する議論は、1964年(昭和39年)秋頃から中青協を中心として始まっていた。「国民会議」の主張では、「少年非行は(昭和)三十四年から再び増えはじめ、少年刑法犯は(昭和)三十九年には二三万八千名にのぼり、関係者の憂いは非常に深かった」というのがその理由である。
同年9月、中青協は、優良文化財の推進普及と不良映画・テレビ・出版物の排除のため効果的な措置をとるよう具申、さらに11月には青少年特別対策委員会を設置した。委員会設置の理由は、「青少年非行の実態を十分に把握したうえで、有効なる対策の検討を行う」ためとされた。
同特別委員会は、翌1965年(昭和40年)9月28日、佐藤栄作首相に「青少年非行対策に関する意見」を提出し、政府に対策をとるよう求めた。
この「意見」は、青少年非行が増加傾向にある、粗暴犯・年少少年犯罪が急増している、中流家庭、両親家庭の犯罪も増えている、青少年対策が不十分であると主張していた。更に「行政施策の画期的な強化と、これに呼応する一大国民運動の展開が必要」と強調されていた。この報告により、内閣は「青少年の健全育成及び非行防止対策について」という閣議報告をまとめ、これを根拠にして「国民運動」が開始された。
12月2、3日に開かれた第十五回青少年問題協議会全国会議では、「青少年育成国民運動の積極的推進」を決議し、その後約半年をかけて運動の母体を作った(第1回発起人会は翌年の2月)。
しかし、当初からこの「国民運動」を危惧する声も内部にはあった。「上からの押し付けで、昔の大政翼賛会のようなものを作らないように」、「青少年不在の運動にならないようにしなければならない」との慎重な意見も出た。また、「青少年育成という言葉が気になるが、もっとよい名称は
考えられぬか」という苦言も出た(しかし、名称変更は行われず)。

## 結成大会
1966年(昭和41年)、「国民会議」は中青協の改組とほぼ時を同じくして発足した。
同年、総理府に「青年局」が設置され、4月に中青協は、総理大臣の諮問機関である「青少年問題審議会」(青少審)へ改組された。
その翌月の5月には、総理府を後ろ盾として青少年育成国民会議が設置された。これ以後、青少審と「国民会議」が政府による青少年問題対策の両輪になった。
「国民会議」は、全国の青少年育成団体やPTA、婦人団体、教化団体など結集し、それに国や都道府県の条例担当者が協力する形で作られた。構成団体には、日本書籍協会、日本雑誌協会、日本新聞協会なども加わり、全部で二百五十あまりであった。
「国民会議」の結成大会は、1966年(昭和41年)5月27日午後、サンケイホールで開催された。参加者は千五百人、来賓に佐藤栄作首相、総務長官、自治大臣、文部大臣などが呼ばれた。この時の佐藤の来賓挨拶は次のようなものである。
明治維新の大業は、明治の青年たちによってなしとげられたといっても過言ではないと思います。明治時代と今の時代を同一に論じ得ないにしても、今日の青少年諸君が明日の日本を日本を築くための大行進の先頭にたつことが期待されるのであります。一部の青少年の間には、行きす過ぎやあやまちを犯す者も少なくありません、しかし、私は、今日の青少年諸君に時代を託すことに、いささかの不安もありません。
私は、かねてから「次代を担う青少年を健全に育成することは、国家社会に課せられた重大な責務であり、国政の基本である」と考えておりますが、青少年育成国民会議の発足を大変力強く感ずるとともに、今後の活動に期して待つべきものがあると存じます。
政府といたしましても、青少年の健全育成に対してあらゆる努力と援助を惜しまないことを明らかにいたします。
「国民会議」の初代会長は茅誠司(元東京大学総長)である。茅は結成大会であいさつ「文化を創造し、世界に貢献できる人づくり」をして、次のように述べた。
(二年後の)一九六八年は明治百年にあたります。日本はほぼ百年前に国を開いたわけですが(中略)、これからの百年は、ただ単に外国の文化を吸収し咀嚼するだけでは足りないと思います。それだけなら、進展する世界から取り残されて落伍者になるのではないかと思います。
日本は文化を創造しつつ世界の進歩に貢献し、世界とともに歩むという基本方針を確立する、その大業を担うのが青少年である
そのような重い責任を自覚し、誇りとして成人に育っていくようにするのがこの会議の目的である。
事務局は同年11月1日、総理府内に開局されたあと、12月1日に日本女子会館に移り、1968年(昭和43年)2月1日に今度はオリンピック記念青少年総合センターに移った。以後、事務局は総合センターから動くことはなかった。社団法人の認可は、結成の翌年、1967年(昭和42年)10月2日である。
さらに、「国民会議」結成の後、各都道府県や市町村に都道府県民会議や市町村会議が作られたが、その事務所は多くが役所の中に置かれた。このように、民間団体としての顔は表面上の体裁にすぎず、「国民会議」やその支部は、実際には官製運動のための団体だったと言える。
以後、市民団体が市場の出版物を監視するという体裁のもとで、「国民会議」の関係者が業界団体に対して自粛を要請する場として、「国民会議」は機能するようになった。

## 活動
結成後、「国民会議」は「国民運動」と自称した運動を行った。結成の翌年、1967年(昭和42年)には「出版物と青少年に関する懇談会」を、1973年(昭和48年)以降は毎年、「青少年と映画、出版物、広告物に関する懇談会」、「青少年と環境に関する懇談会」のように名称を変えながら、育成者、都道府県の職員らと関係業界との意見交換の場が作られた。
1990年(平成2年)から1993年(平成5年)にかけて『有害』コミック問題が生じ、全国の都道府県で青少年条例の改正による規制強化を求めて育成者団体が攻勢をかけた時期に、「国民会議」もその運動に参加している。例えば、1991年(平成3年)11月、東京都において、育成者12団体(請願団体連絡協議会)が「有害図書追放都民大会」を開催した際、その後援団体となっていたのが「国民会議」である。
「国民会議」の最後の大きな動きと言えるものは、2000年(平成12年)に参院自民党が提案の動きを見せた「青少年社会環境対策基本法案」をめぐったものである。
前述のように、この法案が成立した暁には「青少年社会環境対策センター」が苦情処理・啓発運動・事業者の相談などの業務を請け負うことになっていた。参院自民党はその指定法人として「国民会議」に委託することを考えており、田中直紀(青少年問題検討小委員会委員長)
は内々に指定法人の打診を行っていた。「国民会議」も法案に賛成すると同時に、同法人に指定されることを望んでいた。
2001年(平成13年)1月、「国民会議」は「青少年と社会環境に関する中央集会」を開催、全国の育成者・行政関係者と、テレビ・新聞・出版などの業界関係者との意見交換を行った。この席上、上村文三副会長が「青少年社会環境対策センター」の指定法人を「国民会議」が引き受ける意向だと表明した。しかし、肝心の法案が廃案となったため実現しなかった。
結局その活動は、「国民運動」という名前からはほど遠く、最後まで国民に広く知られるようなものにはならなかった。

## 解散
1990年代に入るとメディア規制の状況が変わり始めた。これまで、規制派は道徳的な活動団体が主体だったものが、それらは次第に後景に退き、代わって、行政と警察が前面に出てくるようになった。「国民会議」も急速に影の薄い存在になっていった。
特に、2001年(平成13年)の小泉政権成立は「国民会議」にとっては致命的なものになった。小泉政権は行財政改革を旗印にしていたからである。
これまで、「国民会議」の収入源は省庁と結んだ契約であり、それは随意契約だった。しかし、小泉政権の改革により競争入札が導入されたため、収入が激減した。逆にいえば、「国民会議」とはそれほど行政が丸抱えした官製運動だったといえる。
「国民会議」は財政難に陥り、2009年(平成21年)7月に解散した。2010年(平成22年)10月20日破産手続開始決定。日本青少年育成学会の運営も行っていたが、この学会も解散した。
開催していた「少年の主張全国大会」については2009年に国立青少年教育振興機構に移されている。

### 注
1. ↑  所管省庁は時代と共に変わっているが、「国民会議」の最後の時期は、内閣府政策統括官が所管である。
2. ↑  2002年(平成14年)に上程予定だったが世論と関係業界の強い反発で断念、業界の反発の強かった部分を別法案として分離し、通りやすそうな部分だけを取り出して「青少年健全育成基本法案」として2004年(平成16年)に、参院自民党・公明党が提出したが審議未了により廃案になった。
3. ↑  かつて、「国民会議」は総務庁と契約を結び、委託を受けて、全国の自治体で「有害」指定された図書類の集計を行って冊子を発行することを行っていたこともある[1]。